# Gerard Mortier

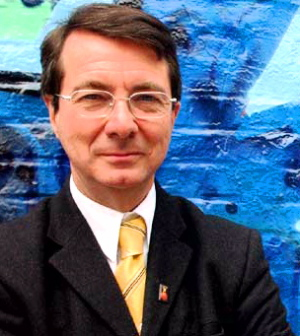
Gerard Mortier (2007)

Gerard Mortier (vollständiger Name Gerard Alfons August Mortier, * 25. November 1943 in Gent; † 8. März 2014 in Brüssel) war ein belgischer Opern- und Festival-Intendant.

## Leben und Werk
Mortier war der Sohn eines Bäckers und stammte aus der flämischen Stadt Gent. Er wuchs dort im Muidekwartier auf, einem Arbeiterviertel im Norden der Stadt. Nach Beendigung seiner Schulzeit am Sint-Barbaracollege, einem Jesuitenkolleg in der Savaanstraat, studierte er von 1960 bis 1965 an der Universität Gent Jura und wurde anschließend promoviert. Von 1966 bis 1967 absolvierte er ein Zweitstudium in Kommunikationswissenschaften.
Seine Karriere begann er 1968 als Assistent des Direktors des Flandern-Festivals. In den Jahren 1973 bis 1980 leitete er die Betriebsbüros von Christoph von Dohnányi und Rolf Liebermann an den Opern Düsseldorf, Frankfurt, Hamburg und Paris.
1981 übernahm er für zehn Jahre die Leitung der Brüsseler Oper La Monnaie/De Munt. Gemeinsam mit dem musikalischen Leiter Sylvain Cambreling entwickelte er ein neues Opernverständnis, modernisierte sie und machte so das Opernhaus international bekannt.
1991 berief man Mortier zum Intendanten und künstlerischen Leiter der Salzburger Festspiele. Er sollte die Festspiele einem jüngeren Publikum erschließen und das Festival programmatisch auf das 21. Jahrhundert vorbereiten. Unter seiner Ära erlebten 25 Opern des 20. Jahrhunderts ihre Aufführung in Salzburg. 2001 endete seine Amtszeit.
Auf Einladung der Landesregierung von Nordrhein-Westfalen gestaltete er den ersten Zyklus der Ruhrtriennale von 2002 bis 2004. Ab der Spielzeit 2004/05 leitete er bis Juli 2009 die Pariser Oper.
Eine Woche vor dem Zusammentreten des Stiftungsrates zur Neubesetzung der Leitung der Bayreuther Festspiele am 1. September 2008 bewarb er sich gemeinsam mit Nike Wagner. Für den Fall eines Engagements in Bayreuth wollte er außerhalb der sechswöchigen Bayreuther Festspiele auch die New York City Opera leiten, hätte Bayreuth im Falle eines Zeitkonflikts jedoch den Vorrang gegeben. Den Zuschlag zur Leitung erhielten allerdings unerwartet einstimmig Katharina Wagner und Eva Wagner-Pasquier.
Ab 2009 sollte Mortier die Leitung der New York City Opera als General Manager und Artistic Director übernehmen. Aufgrund schwerwiegender finanzieller Einbußen der New York City Opera durch die Finanzkrise ab 2007 sah sich Mortier trotz einer zweijährigen Vorbereitung nicht mehr in der Lage, ein künstlerisch anspruchsvolles Programm anbieten zu können, und nahm von der bevorstehenden Leitung Abstand. So übernahm er im Jahre 2010 die Nachfolge von Antonio del Moral am Madrider Opernhaus Teatro Real als Künstlerischer Leiter. Angesichts der Wirtschaftskrise in Spanien, die zu drastischen Kürzungen in den öffentlichen Haushalten führte, musste er dort ein Sparprogramm durchsetzen. Im September 2013 wurde er entlassen, jedoch in Folge internationalen Protestes sofort als Künstlerischer Berater desselben Hauses wieder engagiert.
Gerard Mortier war Mitglied der Akademie der Künste Berlin.
Mortier starb im Alter von 70 Jahren an Bauchspeicheldrüsenkrebs, welcher im Jahr davor diagnostiziert worden war. Die öffentliche Traueranzeige mit dem deutschen Spruch „Dem Wahren, Guten und Schönen“ wurde von seiner Schwester Rita Mortier und von Sylvain Cambreling, seinem Lebenspartner, unterschrieben.
Die Universität Gent gab am 10. März 2014 bekannt, dass sie sich entschlossen habe, an der für den 21. März geplanten Verleihung der Ehrendoktorwürde an Gerard Mortier festzuhalten und das Ehrendoktorat nun posthum zuzuerkennen.

## Auszeichnungen
- 1991 Kommandeur des Kronenorden, Belgien
- 1991 Großes Bundesverdienstkreuz, Bundesrepublik Deutschland
- 2002 Silberne Mozartmedaille der Internationalen Stiftung Mozarteum
- 2003 Ehrendoktorwürde der Universität Salzburg
- 2005 Ritter der Ehrenlegion, Frankreich
- 2007 Erhebung in den belgischen Adelsstand mit dem Titel eines Barons[11]
- 2010 Gloria-Artis-Medaille für kulturelle Verdienste
- 2014 Posthume Verleihung der spanischen Medalla de Oro al Mérito en las Bellas Artes (Medaille in Gold für Verdienste in den Schönen Künsten)
- 2014 Posthume Verleihung der Goethe-Medaille
- 2014 Posthume Verleihung des Ehrendoktorats der Universität Antwerpen
- Kommandeur des Ordre des Arts et des Lettres, Frankreich

## Besetzungen
- Opernbesetzungen der Salzburger Festspiele 1992 bis 1995

## Schriften
- mit Karin Kathrein, Hans Landesmann, Gerhard Rohde (Hrsg.): Oper, Schauspiel. Salzburger Festspiele 1992–2001. Zsolnay, Wien 2001, ISBN 3-552-05170-8.
- (Hrsg.): Herbert von Karajan und die Salzburger Festspiele. Dokumentation einer Partnerschaft 1933, 1948, 1957–1989. Mit einer Einleitung von Joachim Kaiser. Residenz, Salzburg 1994, ISBN 3-7017-0844-4.
- Dramaturgie einer Leidenschaft. Für ein Theater als Religion des Menschlichen. Aus dem Französischen von Sven Hartberger, J. B. Metzler, Stuttgart 2014, ISBN 978-3-476-02546-3.
- Das Theater, das uns verändert. Essays über Oper, Kunst und Politik. Bärenreiter, Metzler, Kassel, Stuttgart 2018, ISBN 978-3-7618-2088-9.

## Filme
- Gerard Mortier an der Pariser Oper. Ein facettenreicher Rückblick auf seine letzte Opernsaison in Paris. Dokumentation, Frankreich, 2009, 91 Min., Regie: Richard Copans, Produktion: ARTE France, Les films d’ici, deutsche Erstausstrahlung: 21. September 2009, Inhaltsangabe von arte
- Gerard Mortier: Beruf? Oper! Dokumentation, Belgien, 2001, 55 Min., Regie: Christian Leblé, Produktion: Belair Media, RTBF, Inhaltsangabe von arte
- Mortier über Katharina Wagner und das Nachfolgeverfahren. Bayreuth, 1. September 2008, Produktion: FAZ, Mortier über Katharina Wagner „Ich würde sie gern nach New York einladen“ – online-Video, 1:41 Min.